# Cyklon na Samoa (1889)
Cyklon na Samoa – cyklon tropikalny, który 15 marca 1889 roku uderzył w port Apia na Samoa, niszcząc lub poważnie uszkadzając sześć (w tym cztery bezpowrotnie) z siedmiu kotwiczących tam okrętów, należących do marynarek wojennych trzech państw: Niemiec, Stanów Zjednoczonych i Wielkiej Brytanii oraz co najmniej sześć niewielkich statków. Straty wśród załóg okrętów wyniosły ponad 140 osób, z załóg innych statków zginęło nie mniej niż 200 marynarzy. Nieznane są straty wśród mieszkańców i skala zniszczeń na wyspach.

## Sytuacja na Samoa w 1889 roku
Pod koniec lat 80. XIX wieku dwa mocarstwa: Cesarstwo Niemieckie i Stany Zjednoczone rywalizowały o zdobycie i umocnienie swych wpływów na Samoa, grupie wysp ważnych ze względu na swe położenie na szlaku morskim do Australii. Ich działania dyplomatyczne, często wspomagane przez obecność jednostek floty (tzw. polityka kanonierek), doprowadziły do kryzysu i wojny domowej pomiędzy przeciwnymi frakcjami Samoańczyków, trwającej od 1884 roku. W połowie listopada 1888 roku 15 (według innego źródła 20) niemieckich marynarzy, interweniujących podczas zamieszek, zostało zabitych, a ich ciała okaleczone. Spowodowało to reakcję metropolii i wzmocnienie obecności Kaiserliche Marine na archipelagu: do kanonierek „Adler” i „Eber” dołączyła korweta „Olga”. Także Amerykanie przysłali do Apii swoje okręty: slupy „Nipsic” i „Vandalia” oraz fregatę „Trenton”. Na Samoa przebywała również korweta Royal Navy „Calliope”, pełniąca rolę obserwatora w konflikcie.
W pierwszych dniach marca 1889 roku załogi kotwiczących w Apii okrętów przeżyły silny sztorm. Przekonano się wtedy, że uznawana za bezpieczne kotwicowisko zatoka o średnicy około 300 metrów jest otwarta na uderzenia wiatru wiejącego z północy, a jej piaszczyste dno nie zapewnia odpowiednio mocnego oparcia dla kotwic. Wszystkie siedem okrętów musiało użyć swych maszyn, aby nie zostać zepchniętymi na pas raf koralowych, okalających niemal całe brzegi zatoki. Przy północnym wietrze niemal niemożliwe było wyjście na pełne morze, ponieważ wąski kanał wejściowy powodował znaczne spiętrzenie fal, a okoliczne niskie wzgórza nie osłaniały go dostatecznie. Rankiem 15 marca po raz kolejny stan morza i tężejący wiatr oraz spadające ciśnienie atmosferyczne wskazywały na możliwość uderzenia kolejnego sztormu.
Pomimo alarmujących oznak, żaden z okrętów nie opuścił kotwicowiska w Apia. Dowodzący amerykańskim zespołem kontradmirał Lewis A. Kimberly miał rozkaz nie pozostawiać niemieckich jednostek bez nadzoru. Ci z kolei, dowodzeni przez komandora Fritze, pozostali w obawie, że ich wypłynięcie osłabi frakcję Samoańczyków sprzyjających kolonialnym interesom Cesarstwa, wzmacniając równocześnie partię proamerykańską. Poza tym mieszkańcy archipelagu zapewniali, że sezon cyklonów ma się ku końcowi i niebezpieczeństwo nie jest poważne. Dowódca „Calliope”, komandor Henry Coey Kane, uznał wobec tego pozostanie na miejscu za konieczne, by godnie reprezentować banderę brytyjską, ufając jednocześnie w siłę maszyn swojego okrętu.

## Cyklon

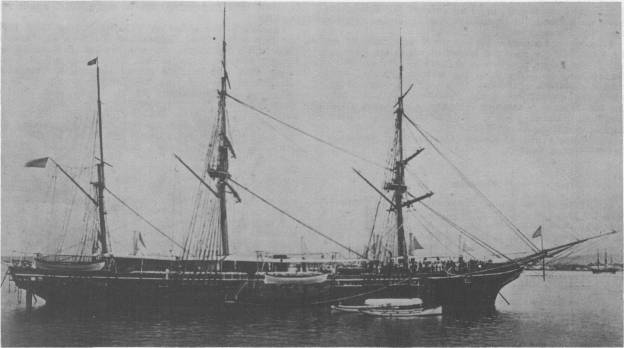
USS „Vandalia”

Główne uderzenie cyklonu nastąpiło w nocy z 15 na 16 marca. Około 4 nad ranem niemiecka kanonierka „Adler”, pomimo dodatkowych kotwic, zaczęła być spychana przez wiatr w kierunku raf przybrzeżnych. W niemal dwie godziny później jej kadłub uderzył lewą burtą o skałę, ulegając rozbiciu. Część załogi pozostała uwięziona we wnętrzu wraku, skąd wydobyto ich dopiero po kilkunastu godzinach, pozostali znaleźli się w przybrzeżnej kipieli, gdzie co najmniej 20 marynarzy zginęło, reszta została uratowana przy wydatnej pomocy Samoańczyków. Mniej więcej w tym samym czasie druga z kanonierek, „Eber”, została z rozbitym dziobem i uszkodzoną śrubą rzucona falą na rafę i obrócona do góry stępką. Trzecia z niemieckich jednostek, „Olga”, została dzięki przytomności umysłu swego dowódcy, komandora von Erhardta, osadzona na ławicy piasku, dzięki czemu nikt z załogi nie ucierpiał, zaś sama korweta mogła być później ściągnięta na głębszą wodę i wyremontowana.
Także amerykańskie okręty nie wytrzymały uderzenia sztormu. Slup „Nipsic” (dowódca komandor porucznik D.W. Mullin) został około 7.00 rano wyrzucony na plażę, szczęśliwie unikając rozbicia o skały. Pięć godzin później na płyciźnie przy brzegu ugrzęzła rozbita sztormem „Vandalia” (dowódca komandor Cornelius M. Schoonmaker). Największy z okrętów US Navy, „Trenton” (dowódca komandor Norman H. Farquhar), przez cały dzień 16 marca walczył z naporem przy pomocy maszyn. Jednak ostatecznie woda zalała pomieszczenie siłowni, co doprowadziło do dryfowania fregaty w kierunku raf. Dzięki desperackim wysiłkom załogi okręt osiadł w końcu na płyciźnie u burty „Vandalii”, będąc jedynie wpółzatopionym. Jego załoga przetrwała cyklon pozostając na pokładzie.
Dowódca brytyjskiej korwety „Calliope”, zdając sobie sprawę z niemożności utrzymania okrętu w miejscu przy tak silnym sztormie, zdecydował się podjąć niezwykle trudną nawigacyjnie i żeglarsko próbę wyjścia w morze. Po przecięciu łańcuchów kotwicznych jednostka skierowała się do kanału, płynąc przeciwko wiatrowi i falom. Pomimo pracujących pełną mocą maszyn, okręt niemal stał w miejscu, posuwając się z prędkością wahającą się od 0,5 do 2 węzłów. W drodze uniknął zderzenia z dryfującymi „Olgą”, „Vandalią” i „Trentonem”, by wreszcie wydostać się na pełne morze. Sztormując przez cztery kolejne dni „Calliope” przetrwała cyklon i powróciła do Apii.
Także sześć cumujących w zatoce niewielkich statków handlowych zostało zniszczonych przez huragan. Straty ich załóg były szacowane na około 200 marynarzy różnych narodowości. Nie są znane szkody spowodowane przez cyklon na lądzie i wśród Samoańczyków. Najczęściej podawaną liczbą ofiar cyklonu na okrętach wojennych jest 147 marynarzy, w tym 49 Amerykanów. Największe straty poniosły załogi „Ebera” i „Vandalii”. Wielu marynarzy zawdzięczało swe życie ofiarności ratujących ich Samoańczyków. Zostali oni później uhonorowani odznaczeniami przyznanymi przez rząd Stanów Zjednoczonych.

## Następstwa

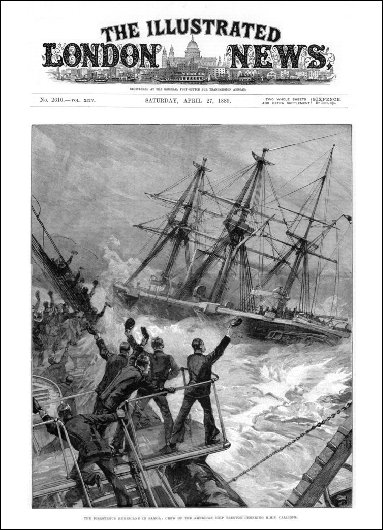
Artystyczna wizja wyjścia „Calliope” z zatoki, „The Illustrated London News”, 27 kwietnia 1889

Spośród rozbitych okrętów, „Olga” została doprowadzona do użytku już pod koniec marca 1889 roku i w następnym miesiącu odpłynęła przez Australię do Niemiec. Obie niemieckie kanonierki zostały rozebrane na miejscu, przy czym szczątki „Adlera” były widoczne w porcie jeszcze pod koniec XX wieku. Amerykanie zdjęli jedynie uzbrojenie z „Trentona” i „Vandalii”, zlecając ich rozbiórkę Samoańczykom, znajdujący się w dużo lepszym stanie „Nipsic” został odprowadzony do Stanów Zjednoczonych i przebudowany na pływające więzienie w Puget Sound.
Zdarzenia w Apii były szeroko komentowane w Europie i Ameryce. Przyczyniły się do tego zarówno korespondencje prasowe z miejsca katastrofy, jak i relacja przebywającego wówczas na Samoa Roberta Louisa Stevensona, który zawarł opis huraganu w swej książce A Footnote to History: Eight Years of Trouble in Samoa. W Europie przeważały opinie o srogiej nauczce, jaką otrzymały państwa kolonialne od natury, Amerykanie rozpoczęli dyskusję nad złym stanem swej marynarki wojennej, co pośrednio przygotowało grunt pod publikację w następnym roku pracy Alfreda T. Mahana The Influence of Sea Power Upon History.
Kryzys samoański został jeszcze w 1889 roku częściowo rozwiązany podczas konferencji zainteresowanych mocarstw w Berlinie. Ustanowiono na niej trójstronny, brytyjsko-amerykańsko-niemiecki nadzór nad archipelagiem, a po kolejnych starciach i konfliktach, dziesięć lat później doprowadzono do podziału wysp pomiędzy Stany Zjednoczone i Cesarstwo Niemieckie.
Cyklon samoański obrósł po latach legendą. Już gdy „Calliope” powróciła po zdarzeniach w Apia do Sydney, mieszkańcy miasta zgotowali jej załodze gorące przyjęcie. Osiem lat później australijski bard „Banjo” Paterson napisał „The Ballad of the Calliope”. Duże wrażenie na czytelnikach wywarła książka Stevensona. Pod koniec lat 50. XX wieku koło sterowe brytyjskiej korwety zostało przekazane w darze rządowi samoańskiemu.